# Джек Донгарра
Джек Донгарра (18 липня 1950 , Чикаго, Іллінойс ) — американський учений, математик, фахівець з інформатики.
Професор кафедри електротехніки та інформатики в Університеті Теннессі
,
директор-засновник Інноваційної обчислювальної лабораторії в Університеті Теннессі
,
заслужений науковий співробітник відділу інформатики та математики в Оук-Ридзькій національній лабораторії
.

## Біографія
- 1972: здобув ступінь бакалавра математики в Чиказькому державному університеті.
- 1973: здобув ступінь магістра інформатики в Іллінойському технологічному інституті.
- 1980: здобув ступінь доктора філософії з прикладної математики в Університеті Нью-Мексико під орудою Кліва Моулера[en][12].

## Нагороди та визнання
- 2001: член Національної інженерної академії США за внесок у чисельне програмне забезпечення, паралельні та розподілені обчислення та середовища вирішення проблем.[13]
- 2004: премія IEEE Сіда Фернбаха «за внесок у застосування високопродуктивних комп'ютерів з використанням інноваційних підходів»[14]
- 2008: перша медаль IEEE за видатні досягнення з обчислень, що масштабуються[15];
- 2010: премія «SIAM Activity Group» за розвиток суперкомп'ютера;
- 2011: премія Чарльза Беббіджа від Комп'ютерного товариства IEEE[16];
- 2013: премія Кена Кеннеді від ACM/IEEE «за лідерство у розробці та просуванні стандартів математичного програмного забезпечення, яке використовують для вирішення чисельних завдань, характерних для високопродуктивних обчислень»[17];
- 2019: премія SIAM/ACM з обчислювальної техніки[18];
- 2020: премія IEEE за лідерство у галузі високопродуктивного математичного програмного забезпечення[19];
- дійсний член Американської асоціації сприяння розвитку науки (AAAS);
- дійсний член Асоціації обчислювальної техніки (ACM);
- дійсний член Товариства промислової та прикладної математики (SIAM);
- дійсний член Інституту інженерів електротехніки та електроніки (IEEE);
- іноземний член Російської академії наук
- іноземний член Королівського товариства (ForMemRS)[18].